# 豕喙人
豕喙人（しかいじん）は中国に伝わる伝説上の人種である。古代中国では南方に位置する国に棲んでいたとされる。

## 概説
豕喙国は岐舌国の東にある。『淮南子』の高誘によってつけられた注には豕喙について「喙如豕」とあり、豕（ブタ）のような口先をしているという。

## 豕喙人の登場する作品
『鏡花縁』
豕喙国が旅の途中に舞台として登場する。生前に嘘をつきつづけていた人間が死後、ブタの口が生えた人間として生まれたのが豕喙人のはじまりであると設定されており、この地に住んでいるのは全てそのような人間たちの生まれ変わりであるとされる。